# Kantens
Kantens (en groninguès: Kannes) és un poble que pertany al municipi de Het Hogeland a la província de Groningen, al nord dels Països Baixos. Kantens fou un municipi autònom fins a l'any 1990, quan es va integrar en el municipi de Hefshuizen, que el 1992 va canviar el seu nom a Eemsmond. Al seu torn, el 2019, Eemsmond es va fusionar amb tres altres municipis per crear el nou municipi de Het Hogeland. El poble va ser construït sobre el turó artificial de Kantens i al marge del canal Boterdiep.